# Kazahstan la Jocurile Olimpice de vară din 2012
Kazakhstan a participat la Jocurile Olimpice de vară din 2012 de la Londra în perioada 27 iulie - 12 august 2012 cu o delegație de 115 de sportivi care a concurat la 16 de sporturi. S-a aflat pe locul 12 în clasamentul pe medalii.

## Medaliați
| Medalie | Nume                | Sport    | Probă                    | Dată      |
| ------- | ------------------- | -------- | ------------------------ | --------- |
| 1       | Alexander Vinokurov | Ciclism  | Cursă masculină pe șosea | 28 iulie  |
| 1       | Zulfia Cinșanlo     | Haltere  | Feminin 53 kg            | 29 iulie  |
| 1       | Maiia Maneza        | Haltere  | Feminin 63 kg            | 31 iulie  |
| 1       | Svetlana Podobedova | Haltere  | Feminin 75 kg            | 3 august  |
| 1       | Ilia Ilin           | Haltere  | Masculin 94 kg           | 4 august  |
| 1       | Olga Rîpakova       | Atletism | Triplu salt feminin      | 5 august  |
| 1       | Serik Sapiev        | Box      | Semi-mijlocie masculin   | 12 august |
| 2       | Adilbek Niazîmbetov | Box      | Semigreu masculin        | 12 august |
| 3       | Daniial Gadjiov     | Lupte    | Greco-roman 84 kg        | 6 august  |
| 3       | Marina Volnova      | Box      | Mijlocie feminin         | 8 august  |
| 3       | Guzel Maniurova     | Lupte    | Libere masculin 72 kg    | 9 august  |
| 3       | Ivan Dîșko          | Box      | Supergreu masculin       | 10 august |
| 3       | Akjurek Tanatarov   | Lupte    | Libere masculin 66 kg    | 12 august |